# Campeonato de Francia de Rugby 15 1952-53
El Campeonato de Francia de Rugby 15 1952-53 fue la 54.ª edición del Campeonato francés de rugby.
El campeón del torneo fue el equipo de FC Lourdes quienes obtuvieron su tercer campeonato.

## Desarrollo

### Segunda Fase
| - Lavelanet - Lourdes - Brive - Bègles - Dax - Marmande - Montauban - CASG Paris - Perpignan - Roanne - Chalon - Paris Université Club - Dijon - Limoges - Romans - Montélimar | - Agen - Racing - Tours - Touloun - Libourne - Angoulême - Graulhet - Bayonne - Mont de Marsan - Toulouse - Saint-Jean-de-Luz - Boucau - Nantes - La Rochelle - Biarritz - Tulle |

| - Pau - Cognac - Tyrosse - Aurillac - Montferrand - SBUC - Bergerac - Albi - Mazamet - Oloron - Stade Bagnérais - Soustons - Carmaux - Niort - Périgueux - Auch | - Vienne - Béziers - Vichy - La Voulte - Entente Côte-Vermeille - Valence - Grenoble - AS Bortoise - Castres - Stadoceste - Céret - Narbonne - US Bressane - Le Creusot - US Métro - Lyon OU |

### Octavos de final
| 1953 | Lourdes | 15 - 0 | Oloron |  |  |

| 1953 | Racing Paris | 6 - 3 | Castres |  |  |

| 1953 | Cognac | 5 - 0 | Béziers |  |  |

| 1953 | Toulouse | 3 - 0 | Agen |  |  |

| 1953 | Mont-de-Marsan | 3 - 0 | Perpignan |  |  |

| 1953 | Roanne | 6 - 3 | Stadoceste |  |  |

| 1953 | Lavelanet | 9 - 3 | Mazamet |  |  |

| 1953 | Pau | 6 - 3 | Vienne |  |  |

### Cuartos de final
| 1953 | Lourdes | 15 - 12 | Racing Paris |  |  |

| 1953 | Cognac | 6 - 3 | Toulouse |  |  |

| 1953 | Mont-de-Marsan | 6 - 0 | Roanne |  |  |

| 1953 | Lavelanet | 8 - 6 | Pau |  |  |

### Semifinal
| 1953 | Lourdes | 19 - 3 | Cognac |  |  |

| 1953 | Mont-de-Marsan | 11 - 9 | Lavelanet |  |  |

### Final
| 17 de mayo de 1953 | FC Lourdes | 21 - 16 | Mont-de-Marsan | Stade de Toulouse, Toulouse |  |
|                    |            | Reporte |                |                             |  |

| Bandera de Francia |
| Campeón FC Lourdes |
| Tercer título      |